# AICA ribonucleótido
Ribonucleótido 5-aminoimidazol-4-carboxamida (AICAR) é um intermediário na geração de monofosfato de inosina.  AICAR é um análogo de monofosfato de adenosina (AMP) que é capaz de estimular atividade de proteína quinase dependente de AMP (AMPK). AICAR tem sido usado clinicamente para tratar e proteger contra lesão isquêmica cardíaca. A droga foi usada pela primeira vez na década de 1980 como um método para preservar o fluxo sanguíneo para o coração durante cirurgia. Atualmente, o fármaco também tem se mostrado como um potencial tratamento para o diabetes por aumentar a atividade metabólica dos tecidos, alterando a composição física do músculo.